# Wapen van Stavenisse

Wapen van Stavenisse

Het wapen van Stavenisse werd op 31 juli 1817 bevestigd door de Hoge Raad van Adel aan de Zeeuwse gemeente Stavenisse. Per 1 juli 1971 ging Stavenisse op in de gemeente Tholen. Het wapen van Stavenisse is daardoor definitief komen te vervallen als gemeentewapen.

## Blazoenering
De blazoenering van het wapen luidde als volgt:
Van zilver en een rood schildhoofd. 
De heraldische kleuren zijn zilver (wit) en keel (rood). In het register van de Hoge Raad van Adel zelf wordt geen beschrijving gegeven, maar een afbeelding.

## Verklaring
Het is een aanpassing van het wapen van de familie Van Stavenisse. Het gemeentewapen vormde eerder het heerlijkheidswapen van heerlijkheid Stavenisse en werd in de Nieuwe Cronyk van Zeeland van Smallegange eind 17e eeuw genoemd.